# Złotułki
Złotułki lub Trześniowy Groń (1001 m) – szczyt w Paśmie Radziejowej w Beskidzie Sądeckim. Nazwę Złotułki podaje mapa Geoportalu (również z literowym błędem jako Zolotulki), w przewodniku „Beskid Sądecki” Bogdana Mościckiego szczyt ten opisany jest jako Trześniowy Groń. Znajduje się w bocznym grzbiecie Pasma Radziejowej, który od Wielkiego Rogacza (1182 m) poprzez Międzyradziejówki (1035 m) opada do Złotułek. Tutaj grzbiet ten rozgałęzia się na dwie odnogi; jedna poprzez Niemcową opada do Kordowca, druga do Kamiennego Gronia. Pomiędzy nimi znajduje się dolina Młodowskiego Potoku. Dolina ta zaczyna się jednak sporo niżej pod Złotułkami, tak, że w terenie trudno rozróżnić miejsce, gdzie rozdzielają się te dwa grzbiety. Północne stoki Złotułek opadają do zalesionej doliny potoku Podskalny (dopływ Małej Roztoki), południowe do również zalesionej doliny potoku Rogacz (dopływ Czercza). Sam szczyt Złotułek jest bardzo niepozorny i mało wybitny. Znajduje się na dużej polanie Kramarka, a 200 m po jego północnej stronie jest skrzyżowanie szlaków turystycznych.
Na niektórych mapach (np. na mapie turystycznej „Beskid Sądecki” szczyt Złotułki jest błędnie podpisany jako Niemcowa. Tymczasem Niemcowa to inny i niższy szczyt (963 m), znajdujący się 650 m dalej na północ. Oprócz polany Kramarka na stokach Złotułek jest jeszcze druga polana – Trześniowy Groń znajdująca się na grzbiecie łączącym Złotułki z Kamiennym Groniem. Jest na niej schronisko turystyczne o błędnej nazwie Chatka pod Niemcową”. 

## Piesze szlaki turystyczne
Główny Szlak Beskidzki na odcinku Rytro – Niemcowa – Złotułki – Radziejowa. Czas przejścia z Rytra na Złotułki – 2.30 h
 Piwniczna – Kamienny Groń – – Trześniowy Groń – Złotułki . Czas przejścia 2h

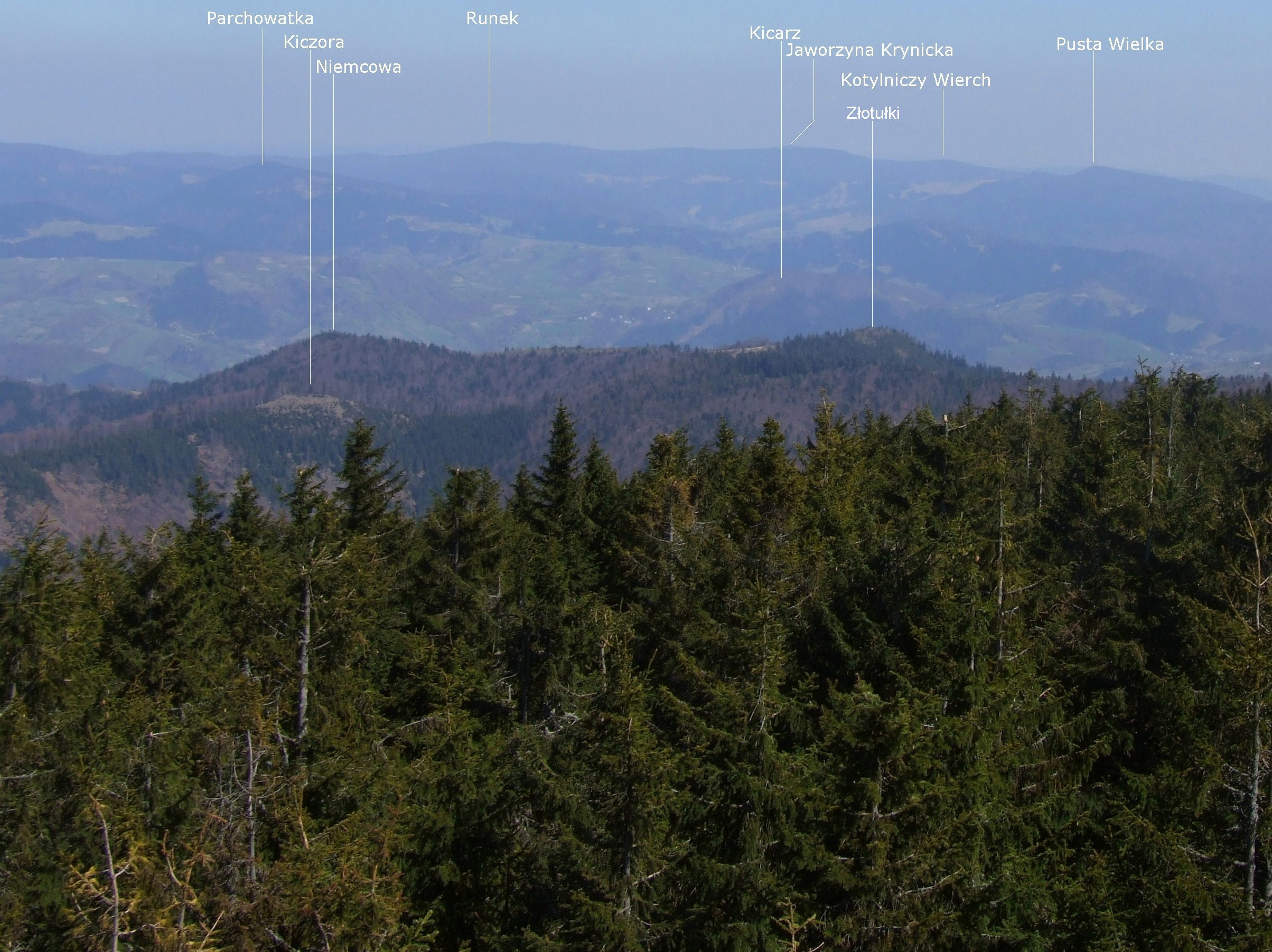
Widok na Złotułki z Radziejowej